# Liste der Monuments historiques in Mézy-sur-Seine
Die Liste der Monuments historiques in Mézy-sur-Seine führt die Monuments historiques in der französischen Gemeinde Mézy-sur-Seine auf.

## Liste der Bauwerke
| Bezeichnung                | Beschreibung              | Standort | Kennzeichnung | Schutzstatus | Datum | Bild           |
| -------------------------- | ------------------------- | -------- | ------------- | ------------ | ----- | -------------- |
| Kirche St-Germain-de-Paris | Erbaut im 13. Jahrhundert | (Lage)   | PA00087542    | Inscrit      | 1926  | weitere Bilder |
| Villa Paul Poiret          | Erbaut 1924 und 1934      | (Lage)   | PA00087541    | Inscrit      | 1984  | weitere Bilder |

## Liste der Objekte

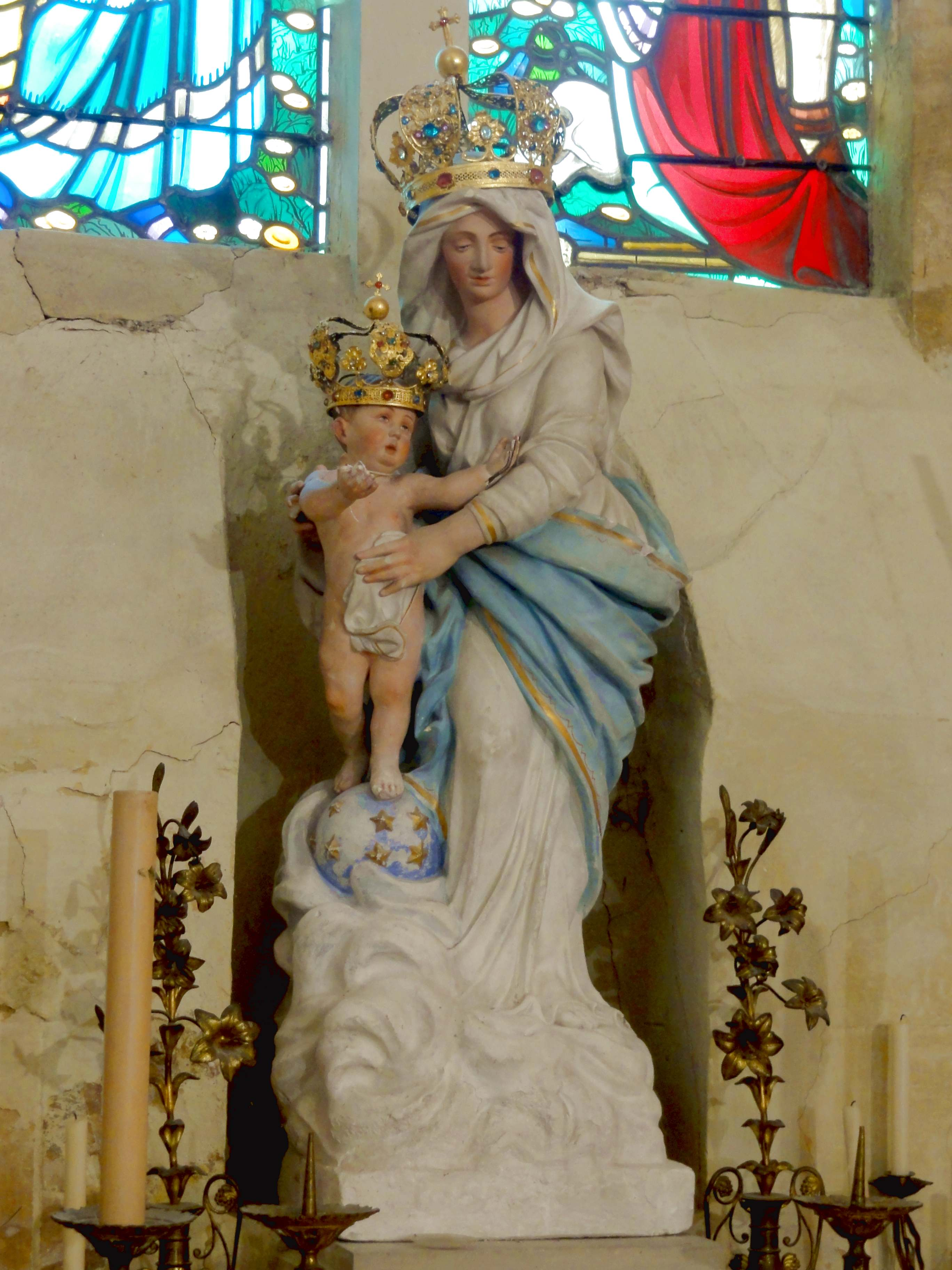
Skulptur Madonna mit Kind in der Kirche St-Germain-de-Paris

- Monuments historiques (Objekte) in Mézy-sur-Seine in der Base Palissy des französischen Kultusministeriums